# OSGeo財団
OSGeo財団（正式名称：Open Source Geospatial Foundation）は、地理技術および地理データの共有化を推進する非営利の非政府組織である。フリーのオープンソースコミュニティを法や金銭面などから支援するために2006年2月に組織化した。
ソフトウェアの発展だけではなく、OpenStreetMapに代表される完全に無料化した地理データの提供や、政府による地理空間情報のオープンアクセス化の推進などの活動も展開しており、GISの教育や普及にも注力している。
組織構成としては、選出された人たちと代表を含む9人の役員によるコミュニティ方式を採り、ソフトウェア開発グループにおいては各々独自の運営や採用を行なっている。コミュニティの情報のやり取りはWikiやIRC、メーリングリストなどによる。
毎年FOSS4G（Free and Open Source Software for Geospatial）という名称の国際会議を2006年初期から運営しており、毎年来場者が増え続け2011年には参加者が900人を超えた。
コミュニティは世界中にいる会員により構成され、2012年8月には180以上あるメーリングリストに19160人の新規参加者が登録した。

## ガバナンス

一部のOSGeoプロジェクトは、他の地理ツールと通信することができる。

OSGeo Foundationは、コミュニティ駆動の団体であり、選出されたメンバーと、presidentを含む9人の監督（director）からなる組織的な構造を持っている。ソフトウェアプロジェクトには要件によって固有のガバナンス構造がある。詳しくはFAQに記載されている。OSGeoでは、Wiki、メーリングリスト、IRCなどを用いてコラボレーションを行っている。

## イベント
OSGeoは、FOSS4G（Free and Open Source Software for Geospatial）と呼ばれる国際会議を毎年開催している。

## コミュニティ
OSGeoコミュニティは世界中のあらゆる場所からの参加者から構成される。2020年5月24日現在、384以上のOSGeoメーリングリストに35,176人のユニーク購読者が存在する。2012年9月現在、OSGeoプロジェクトのソフトウェアは、657人のコードコミッター（うち、過去12ヶ月以内のコントリビューターが301人）による1億2700万行のコードからなる。